# Schaereria
Schaereria Körb. (szereria) – rodzaj grzybów z rodziny Schaereriaceae. Ze względu na współżycie z glonami zaliczany jest do grupy porostów.

## Systematyka i nazewnictwo
Pozycja w klasyfikacji według Index Fungorum: Schaereriaceae, Schaereriales, Ostropomycetidae, Lecanoromycetes, Pezizomycotina, Ascomycota, Fungi.
Synonimy nazwy naukowej: Hafellnera Houmeau & Cl. Roux.
Nazwa polska według W. Fałtynowicza.

## Niektóre gatunki
- Schaereria bullata Kantvilas 1999
- Schaereria cinereorufa (Schaer.) Th. Fr. 1861 – szereria szarordzawa
- Schaereria corticola Muhr & Tønsberg 1992
- Schaereria fuscocinerea (Nyl.) Clauzade & Cl. Roux 1985 – szereria brunatnoszara
- Schaereria parasemella (Nyl.) Lumbsch 1997
- Schaereria xerophila Rambold & H. Mayrhofer 1989

Nazwy naukowe na podstawie Index Fungorum. Uwzględniono tylko taksony zweryfikowane. Nazwy polskie według W. Fałtynowicza.